# St. Afra (Eggenthal)

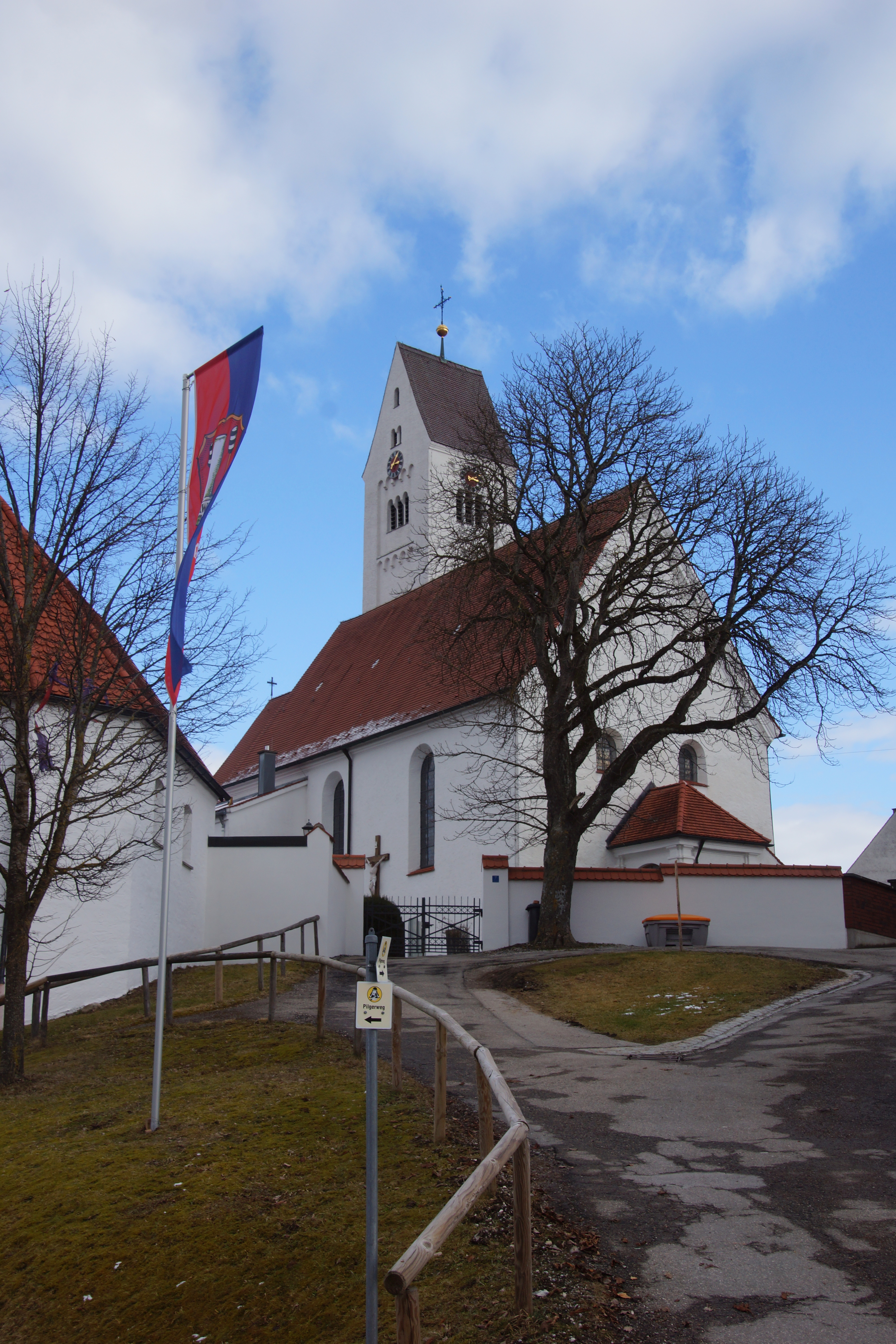
St. Afra in Eggenthal

Die römisch-katholische Pfarrkirche St. Afra steht in Eggenthal, einer Gemeinde im schwäbischen Landkreis Ostallgäu in Bayern. Das denkmalgeschützte Bauwerk ist in der Liste der Baudenkmäler in Eggenthal  unter der Nr. D-7-77-124-1 eingetragen. Die Kirchengemeinde gehört zum Dekanat Kaufbeuren der Bistums Augsburg.

## Beschreibung

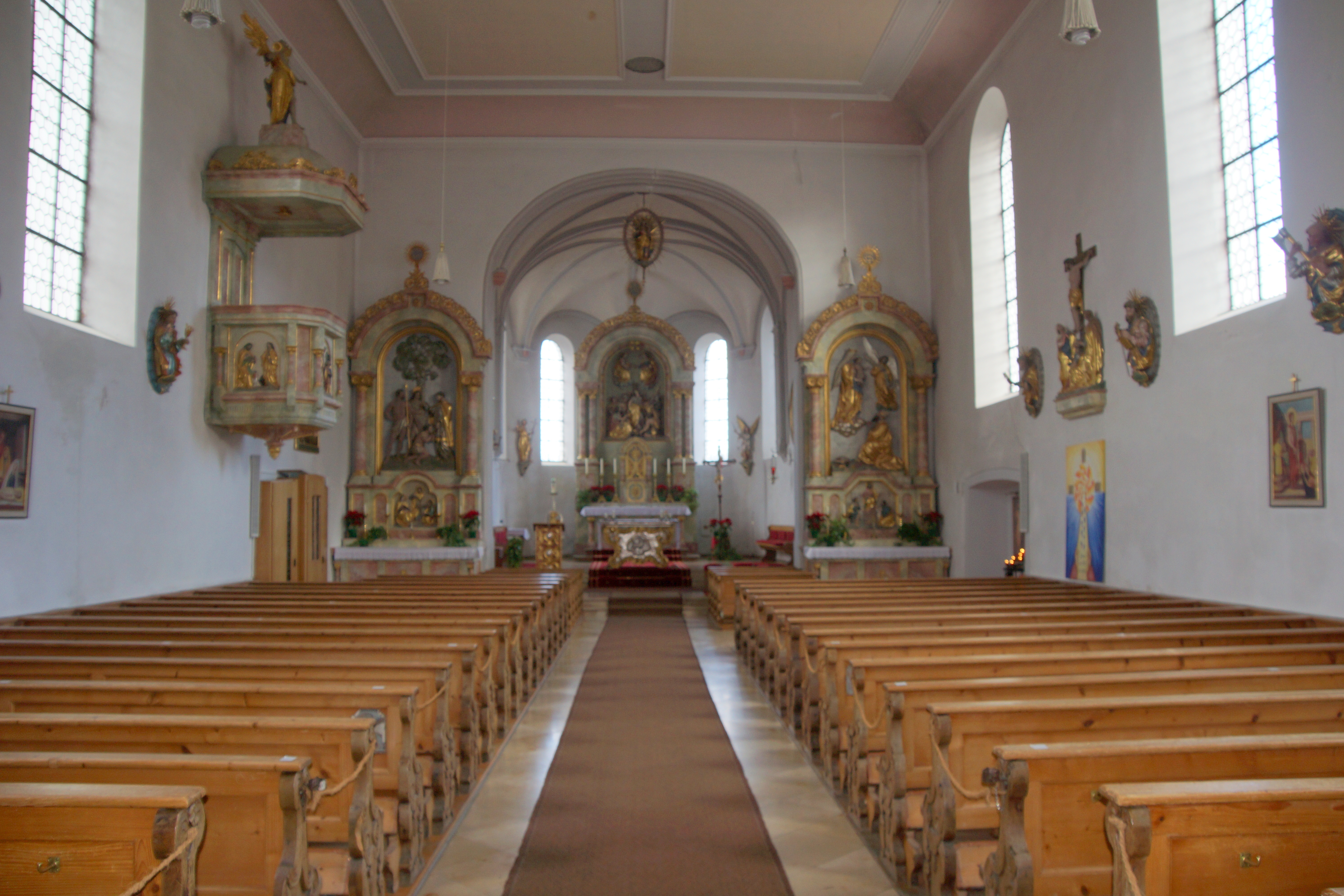
Blick zum Chor

Die Saalkirche wurde im Kern im 15. Jahrhundert erbaut. Sie besteht aus einem Langhaus, einem eingezogenen, halbrund geschlossenen Chor im Osten, einer Vorhalle im Westen, die beide um 1700 errichtet wurden, einem Chorflankenturm an der Südwand, dessen untere Geschosse vom um 1200 gebauten Vorgängerbau stammen, und der Sakristei an der Nordwand des Chors. Der Chorflankenturm wurde 1738 mit einem Geschoss aufgestockt, das hinter den als Triforien gestalteten Klangarkaden den Glockenstuhl mit vier Glocken beherbergt, und quer mit einem Satteldach bedeckt. 
Zur neuromanischen Kirchenausstattung gehören Porträts vom Salvator mundi und der Apostel.